# Корраг
Корраг — македонский стратег на Пелопоннессе второй половины IV века до н. э., возможно, предводитель наёмников.
В 332 или 331 году до н. э. во Фракии поднял мятеж македонский наместник Мемнон. Оставленный Александром Македонским на время восточного похода регентом Антипатр отправился с армией для подавления бунта. В это время на Пелопоннессе также вспыхнуло антимакедонское восстание, которое возглавил спартанский царь Агис III. По мнению Дройзена И., Г. Парка, Корраг возглавлял македонских наёмников. Как отметила Л. П. Маринович, Агис направил свои силы против Коррага в апреле или мае 331 года до н. э.  Летом 331 года до н. э. Корраг, по свидетельству Эсхина, потерпел сокрушительное поражение от спартанцев и их союзников. По убеждению П. Бриана и некоторых других исследователей, Корраг погиб в сражении, хотя канадский исследователь В. Хеккель замечает, что исторические источники не сообщают об этом. После разгрома войска Коррага, когда к Агису присоединились ряд пелопоннесских областей, положение Антипатра серьёзно осложнилось.
В. Хеккель не исключает, что Корраг был отцом Стратоники, супруги Антигона Одноглазого и матери Деметрия Полиоркета, отмечая при этом отсутствие прямых доказательств этих родственных связей. Возможно, этот Корраг идентичен военачальнику, оставленному Александром Македонским для защиты границы с Иллирией.